# Environmentální problémy v Indonésii

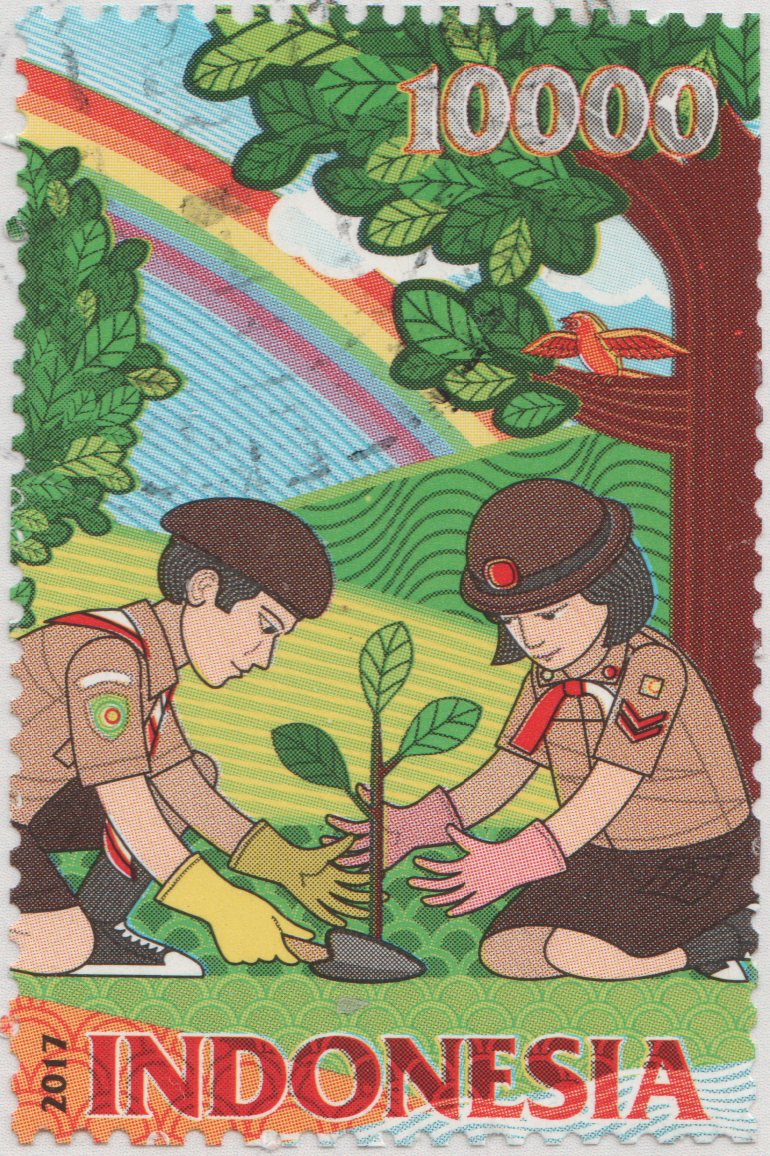
Poštovní známka Indonésie zobrazující znovuzalesnění.

Problémy životního prostředí jsou v Indonésii spojeny s vysokou hustotou zalidnění a rychlou industrializací a vzhledem k vysoké úrovni chudoby a nedostatečným prostředkům k efektivnímu vládnutí má jejich řešení často nízkou prioritou.
Problémy se týkají rozsáhlého odlesňování (ve většině případů nelegálního) a s tím souvisejících požárů způsobujících těžký smog nad částmi západní Indonésie, Malajsie a Singapuru; nadměrného využívání mořských zdrojů; a dalších environmentálních záležitostí spojených s rychlou urbanizací a ekonomickým rozvojem, včetně znečištění ovzduší, dopravních zácp, nakládání s odpady a nespolehlivého vodního a odpadového hospodářství.
Vinou odlesňování a ničení rašelinišť je Indonésie třetím největším emitorem skleníkových plynů na světě. Zničení habitatů ohrožuje přežití původních a endemických druhů, včetně 140 druhů savců označených Světovou ochranářskou unií (IUCN) za ohrožené a 15 druhů označených za kriticky ohrožené včetně orangutana sumaterského.

## Znečištění moře

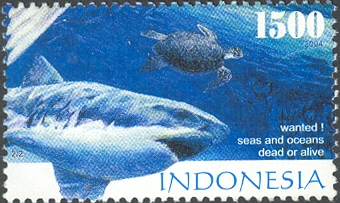
Poštovní známka Indonésie zobrazující nadměrný rybolov.

Obchodní sektor při pobřeží, jehož součástí jsou mimo jiné i obchodní aktivity rybářů a dalších osob zapojených do navazujících aktivit (zhruba 5,6 milionů lidí), začal být ohrožen koncem sedmdesátých let sníženou zásobou ryb, která byla způsobena kontaminací pobřežních vod. Rybáři v severní Jávě zaznamenali výrazný pokles některých druhů lovených ryb a do poloviny osmdesátých let došlo v některých oblastech k napohled dosud nejvýraznějšímu úbytku ryb. Velkou ekologickou katastrofou byl pro křehký ekosystém na pobřeží Sumatry únik ropy z japonského supertankeru Showa Maru v lednu 1975 v Malackém průlivu situovaném mezi Malajsií a Sumatrou. Pravděpodobnost nehod obřích tankerů se také zvýšila vlivem frekventovanější dopravy.

## Znečištění ovzduší

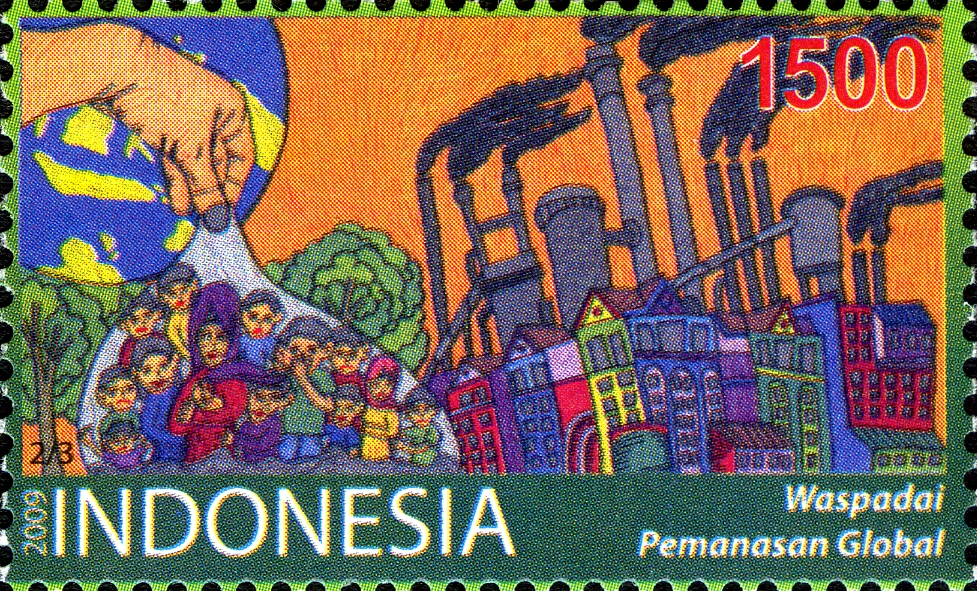
Poštovní známka Indonésie zobrazující znečištění ovzduší.

V roce 1997 způsobily lesní požáry v Kalimantanu a na Sumatře (jihovýchodní Asie) rozsáhlá mračna, čímž došlo k rozsáhlému znečištění ovzduší. Celkové náklady se odhadují na 9 miliard USD v oblastech zdravotní péče, letecké dopravy a podnikání. V roce 2013 byla kvalita vzduchu v Singapuru nejhorší za posledních 15 let kvůli kouři z požárů na Sumatře. Singapur vyzval Indonésii, aby nelegálnímu vypalování lesů zabránila.
Podobné problémy spojené s životním prostředím vyvstaly v sedmdesátých a osmdesátých letech mezi rolníky pěstujícími rýži v rovinách a údolích. Rostoucí hustota zalidnění a následná zvýšená poptávka po orné půdě způsobily vážnou erozi půdy, odlesňování (kvůli palivovému dříví) a vyčerpání půdních živin. V některých oblastech došlo ke splavu pesticidů a následné kontaminaci zdrojů pitné vody a intoxikaci rybníků. I přesto, že jsou si národní a místní samosprávy těchto problémů často vědomi, touha po ekonomickém růstu je silnější.
V regionu Kalimantan, Sulawesi a na Sumatře došlo vlivem intenzivní komerční těžby k rozsáhlému odlesňování, erozi, požárům a dokonce desertifikaci. Např. v roce 1983 lehlo popelem 30 000 km2 původního tropického lesa v provincii Kalimantan Timur.
V osmdesátých letech byla v Indonésii nejvyšší míra odlesňování v celé jihovýchodní Asii – 7 000 – 10 000 km2/rok.
Významným problémem je také nízká míra zalesňování, což je sice zákonná povinnost, v praxi se však nekontroluje a tudíž ve většině případů ani nedodržuje.
Vypalování lesů kvůli pastvě dobytka také přispělo k tomu, že je Indonésie – po Číně a USA – třetím největším emitorem skleníkových plynů na světě.